# نیکلاس فرانجا
نیکولا دی فرانسیا (متولد 24 سپتامبر 1985 در لاکویلا) یک مدافع فوتبال ایتالیایی است که اخیراً برای لاکیلا بازی کرده است.[1] او قبلا در سری C2 برای ریتی بازی کرده بود.